# August Ey
Karl August Ey (* 1810 in Clausthal; † 1870 in Zellerfeld) war ein deutscher Pädagoge, Volkskundler, Herausgeber und Heimatschriftsteller.

## Leben
1855 gab August Ey, der als Pädagoge in Clausthal wirkte, in 2., vermehrter und verbesserter Auflage das Harzbuch oder Der Geleitsmann durch den Harz heraus,. Das Buch war mit Stahlstichen nach historischen Zeichnungen des Harzes durch verschiedene Künstler versehen sowie mit einer Landkarte.
Darüber hinaus sammelte August Ey Märchen und Sagen aus dem Oberharz, schrieb aber auch Gedichte.
August Ey gilt als der Vater des Gymnasiallehrers, Professors und Heimatschriftstellers Adolf Ey, was allerdings auch bezweifelt wird.

## Werke
- Harzbuch oder Der Geleitsmann durch den Harz. Mit 24 Stahlstichen und 1 Harzkarte. Zweite vermehrte und verbesserte Auflage, Verlag von Ed. Brückner, Goslar, 1855
- Harzmärchenbuch oder Sagen und Märchen aus dem Oberharze. Gesammelt und herausgegeben von August Ey. Verlag von Fr. Steudel, Stade, 1862
  - 5. Nachdruck-Auflage der Ausgabe Stade: Steudel, in der Reihe Volkskundliche Quellen, Bd. 3, Märchen und Schwank, Hildesheim; Zürich; New York: Olms, ISBN 3-487-04031-X
- Harzschtreitzel oder Harzgedichte von Aug. Ey. In der Grosseschen Buchloden, Clasthol
  - Harzschtreitzel oder Harzgedichte, [Hauptband, 2010?] Sankt Andreasberg: Mineralienkabinett Klähn